# Maccagno Inferiore
Maccagno Inferiore è il quartiere meridionale di Maccagno, frazione capoluogo di Maccagno con Pino e Veddasca. Per 835 anni godette di poteri quasi statali in virtù di un diploma di Ottone I che ne fece un feudo imperiale.

## Storia

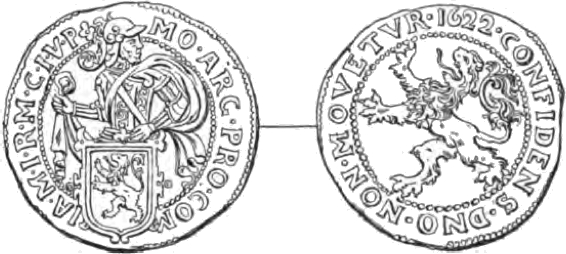
Un tallero di Maccagno del 1622.

Il primo insediamento abitativo di Maccagno si sviluppò sul lato meridionale del torrente Giona, un fiume immissario del Verbano: fu qui che fu accolto nel 962 l'imperatore Ottone I, impegnato nelle guerre di dominio contro il Re d'Italia Berengario I. Se è forse da ascrivere a leggenda il fatto che i maccagnesi addirittura salvarono la vita all'augusto sovrano nel corso di una tormentata traversata del Verbano in cui la barca dell'imperatore sarebbe stata sorpresa da un temporale, è certo che il soggiorno di Ottone in paese fu tanto ben allietata dagli abitanti che alla località fu concesso un diploma che la definì "curtis imperialis", autonoma e sovrana e successivamente concessa ai conti Mandelli.
Nel Basso Medioevo Maccagno Inferiore, o Maccagno imperiale, prosperò come un comune libero imperiale che godette di totale autogoverno amministrativo rispetto alle varie autorità che si avvicendarono nei secoli, e che ingaggiò con i sovrani di Milano una mai risolta lotta nel rivendicare addirittura un autogoverno politico; a nord del Giona si evolse invece il Comune di Maccagno Superiore, un normalissimo municipio che seguì le vicende secolari della Pieve di Val Travaglia in cui era inserito. Maccagno Inferiore ebbe anche una propria chiesa, la parrocchia di Santo Stefano, mentre nell'altra Maccagno nacque la parrocchia di San Materno.
Il 16 luglio 1622 Giacomo III Mandelli - conte di Maccagno imperiale - ricevette dall'imperatore Ferdinando II il permesso di coniare monete nel suo feudo. La zecca fu attivata nel corso di quello stesso anno, dedicandosi però essenzialmente alla speculazione, realizzando contraffazioni di monete svizzere, del Nord Europa e del vicino Ducato di Milano. La zecca non avrebbe più lavorato dopo 1661. Lo stemma proposto da alcune monete era quello della famiglia Mandelli, la cui descrizione araldica era casualmente identica a quello dell'Inghilterra.
Nel 1692 Carlo Borromeo, marchese di Angera, acquisì il feudo da Gian Battista Mandelli e mantiene la concessione imperiale del diritto di zecca fino alla soppressione dei feudi imperiali nel 1798 con il marchese Giberto Borromeo (1778-1837). Fu infatti l'arrivo di Napoleone a cancellare la peculiare condizione di Maccagno: seguendo i dettami politici e ideologici della Rivoluzione francese che vedevano nel feudalesimo un retaggio anacronistico del Medioevo, il generale corso fece anche di Maccagno Inferiore un normale comune della Repubblica Cisalpina, abolendone ogni privilegio ed autonomia.
La cancellazione del feudo imperiale non coincise però con quella delle autorità comunali, dato che gli austriaci al loro ritorno nel 1815 emanarono un decreto, anch'esso ispirato da motivi ideologici seppur contrapposti a quelli napoleonici, che riportò tutti i comuni della Lombardia alla loro giurisdizione esistente vent'anni prima. Le due Maccagno continuarono dunque la loro vita separata, e come tali sopravvissero anche dopo l'unità d'Italia. Fu il fascismo a chiudere definitivamente un anacronismo storico, riproponendo i decreti napoleonici che erano stati cancellati dagli austriaci: fu così che nel 1927 Maccagno Superiore annesse Maccagno Inferiore, come pure Campagnano, Garabiolo e Musignano, divenendo successivamente e semplicemente Maccagno.
Nel 2014 ha seguito le sorti di tutto il comune di Maccagno ed è confluito nel nuovo comune di Maccagno con Pino e Veddasca.